# 二泉井乡
二泉井乡，是中华人民共和国河北省张家口张北县下辖的一个乡镇级行政单位。

## 行政区划
二泉井乡下辖以下地区：
大利营村、大堆村、阴家坊村、满克图村、范家坊村、李春和村、二泉井村、石柱梁村、狮子沟村、西大淖村、灯干淖村、大东梁村、黑城子村、东大淖村、大崖湾村、保安营村、海子洼村、西安板村、三道沟村、三义城村、天盆洼村、前四顶村、后四顶村、刘油坊村、三义美村、丁字沟村、东大崖湾村和白土卜村。